# Émile Schribaux
Émile Schribaux (10 août 1857, Richebourg - 29 octobre 1951, Paris) est un agronome français ayant œuvré pour l'amélioration de la qualité des semences et l'un des pionniers de l'amélioration végétale. Il fut certainement l'initiateur de la filière semence en France.

## Biographie
Né d'un père instituteur, il est lauréat du concours de sortie de l'Institut national agronomique (Ina) de Paris en 1881. Il étudie quelques mois chez Julien-Joseph Vesque et Pierre-Paul Dehérain, avant de voyager trois ans en Europe.
De retour en France, il crée la station nationale d'essais des semences (SNES) à l'Institut National Agronomique de Paris en 1884 qui permet le contrôle de qualité des semences. L'objectif est alors principalement de mettre en place les outils permettant de lutter contre la fraude et de contrôler la qualité des semences importées. À son initiative une loi du 24/12/1888 rend obligatoire la destruction de la cuscute dans les luzernières et en 1905, il est à l'origine de la loi sur la répression des fraudes.
En 1890, il est nommé professeur à l'Institut national agronomique où il enseigne la génétique et l'amélioration des plantes. Dans La Botanique des plantes (1906), écrit avec Jean Nanot, il présente les acquis de la génétique naissante. De fait, avec Philippe de Vilmorin, Auguste Meunissier, Louis Blaringhem et Félicien Bœuf, il est l'un des « principaux introducteurs français du mendélisme avant 1914 ». Il travaille notamment sur la pureté des lots. Pour lui, seules les lignées pures peuvent permettre un contrôle efficace de l'identité génétique et il tente de développer un tel contrôle chez les espèces autogames (blé, orge, avoine). Il préconisait déjà la protection des nouvelles variétés afin de permettre à l'obtenteur d'amortir ses investissement dans la création variétale.
Sélectionneur très actif il crée de nombreuses variétés de blé telles que: Institut Agronomique, Préparateur Étienne, Inversal, Bon fermal, K3 (lignée qui fut l'une des ancêtres de la variété Étoile de Choisy créée en 1950). Il démarre aussi la sélection du lotier corniculé.
Il contribua à la mise en place de l'institut des recherches agronomiques (IRA) et en fut le directeur du service phytogénétique en 1923 et 1928. Il est élu membre de l'Académie des sciences en 1934.